# Lyöttijärvi
Lyöttijärvi eller Säggajävri (?) är en sjö i Finland. Den ligger i kommunen Enare i landskapet Lappland, i den norra delen av landet, 1 100 km norr om huvudstaden Helsingfors. Lyöttijärvi ligger 212,2 meter över havet. Omgivningarna runt Lyöttijärvi är i huvudsak ett öppet busklandskap. Arean är 20,2 hektar och strandlinjen är 3,78 kilometer lång. Sjön  ingår i Neidenälvens huvudavrinningsområde. 